# Krigets lagar

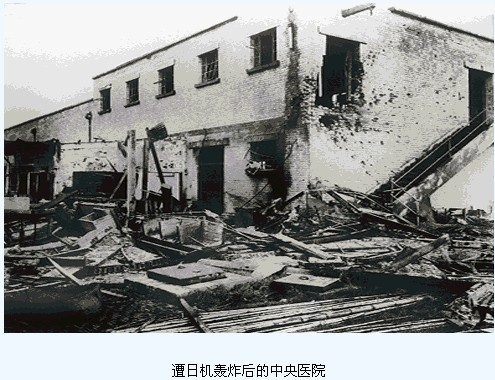
Sjukhuset i Nanjing bombat av japanska flygplan, nu förbjudet enligt humanitär rätt.

Krigets lagar är vardagligt språkbruk för den folkrättsliga disciplinen humanitär rätt, vilket i huvudsak är omfattar regler som gäller under väpnade konflikter (latin: jus in bello). Begreppet "krigets lagar" har sitt ursprung i nederländaren Hugo Grotius bok De jure belli ac pacis (1625).

## Historik

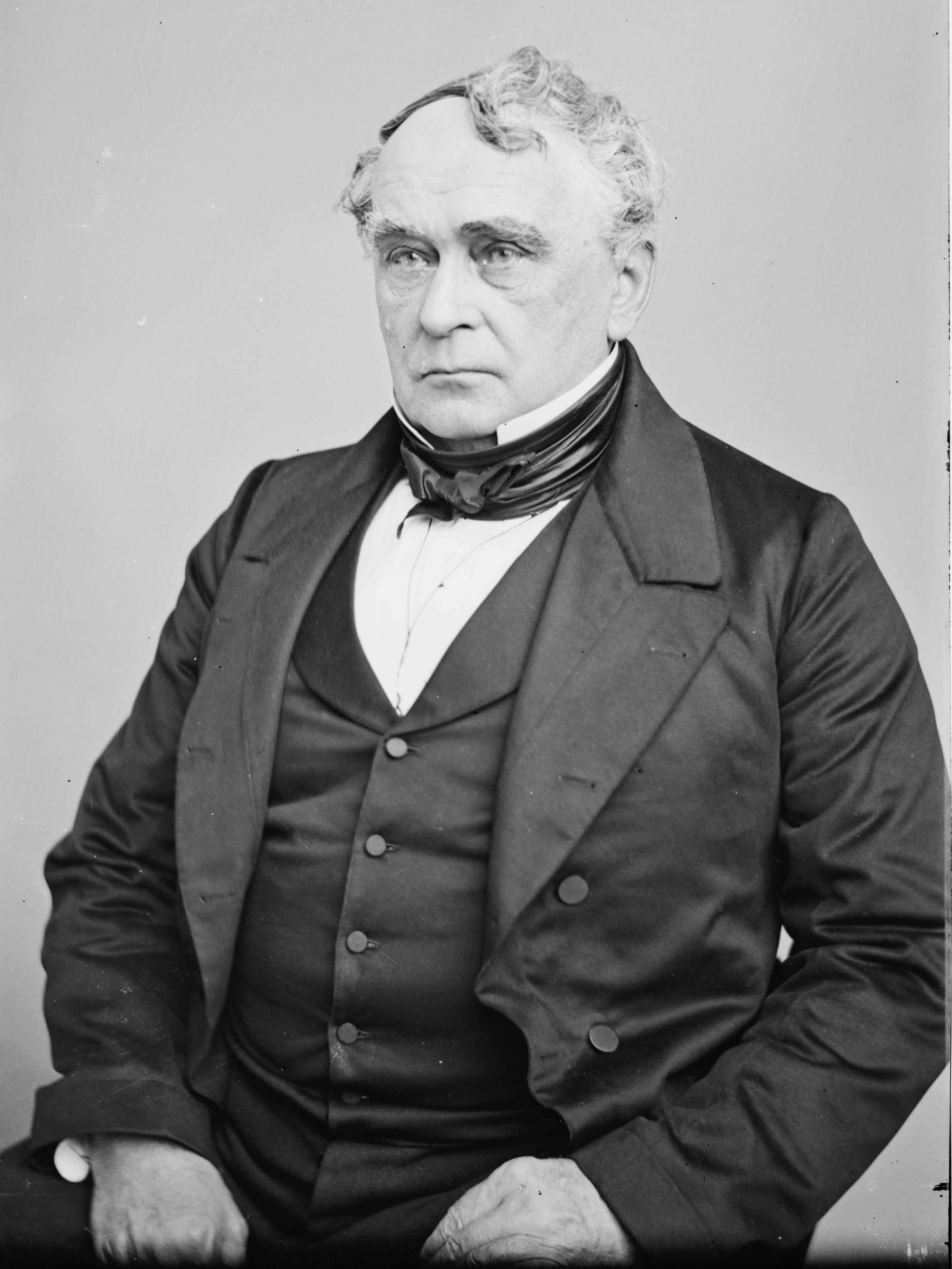
Den tyskamerikanska professorn Francis Lieber stod bakom Lieberkoden.

Den moderna humanitära rätten började att utvecklas i samband med det amerikanska inbördeskriget 1861–1865, och har därefter kommit att utvecklas kraftigt i perioder av krig. Andra världskriget, Nürnbergrättegångarna, bildandet av FN, och kalla krigets kapprustning har varit händelser som påverkat utvecklingen av den humanitära rätten. Stora delar av den humanitära rättens regler anses vara internationell sedvänja, vilket innebär att de är bindande för alla stater. Den internationella domstolen i Haag (ICJ) har också slagit fast att majoriteten av den humanitära rättens regler är så kallade erga omnes.

## Den humanitära rättens källor

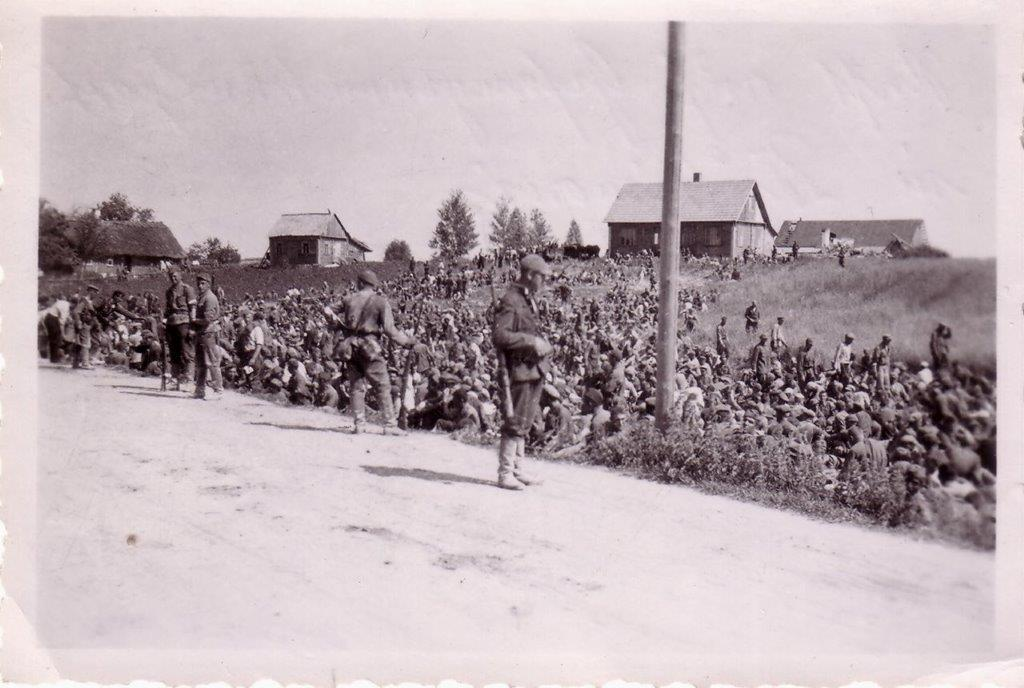
Sovjetiska krigsfångar 1941, vars behandling numera regleras i Genevékonventionen III.

De relevanta reglerna inom den humanitära rätten finns i flera mellanstatliga konventioner, där de främsta och mest centrala är de fyra Genèvekonventionerna från 1949. Den första Genèvekonventionen (I) ska skydda sårade och sjuka vid stridskrafterna i fält, den andra (II) ämnar skydda sårade, sjuka och skeppsbrutna tillhörande stridskrafterna till sjöss, den tredje (III) ska skydda krigsfångar, och den fjärde (IV) civilbefolkningen (icke-kombattanter) under väpnade konflikter. År 1977 anslöts det två tilläggsprotokoll till Genèvekonventionerna rörande skydd för offer i internationella väpnade konflikter (AP I) och skydd för offer i icke-internationella väpnade konflikter (AP II). Det finns därtill en rad konventioner om hur och på vilket sätt som väpnade angrepp får genomföras (trots att väpnade angrepp i grunden är folkrättsvidriga). Hit hör bland annat Haagkonventionen IV för skydd av kulturegendom vid väpnade konflikter, den så kallade B-vapenkonventionen om användandet av biologiska vapen, 1980 års vapenkonvention om förbud mot vissa inhumana vapen, Ottawafördraget om bland annat användningen av landminor och Oslofördraget som förbjuder användandet av klusterammunition. 
Brott mot krigets lagar ska skiljas från folkmord, aggressionsbrott och brott mot mänskligheten, vilket inte hör till den humanitära rätten.

## Internationellaochicke internationellaväpnade konflikter
Den humanitära rätten inträder under väpnade konflikter, vilket dessvärre inte har någon fast definition. I regel räknas dock varje fall av väpnad makt mellan stater och/eller väpnade välorganiserade grupper som en väpnad konflikt. Efter tilläggsprotokollens tillkomst till Genèvekonventionerna 1977 görs det däremot viss skillnad på regler i internationella (IAC) respektive inhemska (NIAC) väpnade konflikter , där de internationella konfliktreglerna i tilläggsprotokoll 1 bara gäller vid väpnade konflikter mellan flera stater. Gränsen för vad som räknas som en väpnad konflikt är lägre ställd vid internationella förhållanden än vid inhemska; det räcker till exempel med att en stat spränger en handgranat på främmande makts territorium för att det ska räknas som en krigshandling, medan detsamma inte räcker för att klassa en explosion av en privat grupp som ett inbördeskrig.

## I olika länder
Krigets lagar är internationella, och ska inte förväxlas med krigslagar som är nationella.

### Sverige
En sammanfattning av krigets lagar i form av Svenska Försvarsmaktens soldatregler är:
1. Bekämpa endast fiendens kombattanter och mål av militär betydelse.
2. Vålla inte onödigt lidande eller större skada än som fordras för att lösa din uppgift. (Det är förbjudet att använda vapen, projektiler och materiel eller metoder som förorsakar onödigt lidande eller onödigt svår skada.)
3. Bekämpa inte en fiende som försatts ur stridbart skick!
4. Avväpna fångar och överlämna dem till din chef! (En krigsfånge har rätt att behålla kläder, hjälm, skyddsutrustning, matkärl och identitetshandlingar samt personliga tillhörigheter som inte har underrättelsevärde, samt få den vård som hälsotillståndet kräver.)
5. Behandla sårade, sjuka och skeppsbrutna lika, oberoende av om de tillhör våra styrkor, fienden eller civilbefolkningen!
6. Respektera och skydda civilbefolkningen! Undvik om möjligt att skada civil egendom! Plundring är förbjuden! (Urskiljningslösa anfall är förbjudna! Med urskiljningslösa anfalla menas anfall vars verkan träffar militära och civila mål utan åtskillnad. Var och en ska så långt som möjligt medverka till att skadegörelsen blir så liten som möjligt.)
7. Respektera personal och föremål som har särskilda folkrättsliga kännetecken, t.ex. Röda Korset! (Personal, anläggningar och materiel som är utmärkta med folkrättsliga kännetecken får inte bekämpas!)
8. Ingrip för att förebygga brott mot dessa regler![6]